# ペイストン＝ベディンフェルド準男爵
ペイストン＝ベディンフェルド準男爵（英: Paston-Bedingfeld baronet）は、イギリスの準男爵、イングランド準男爵位。熱心な王党派であったヘンリー・ベディンフェルドが1660年に叙されたことに始まる。ベディンフェルド家は1830年に改姓して、ペイストン＝ベディンフェルド家を称する。

## 歴史

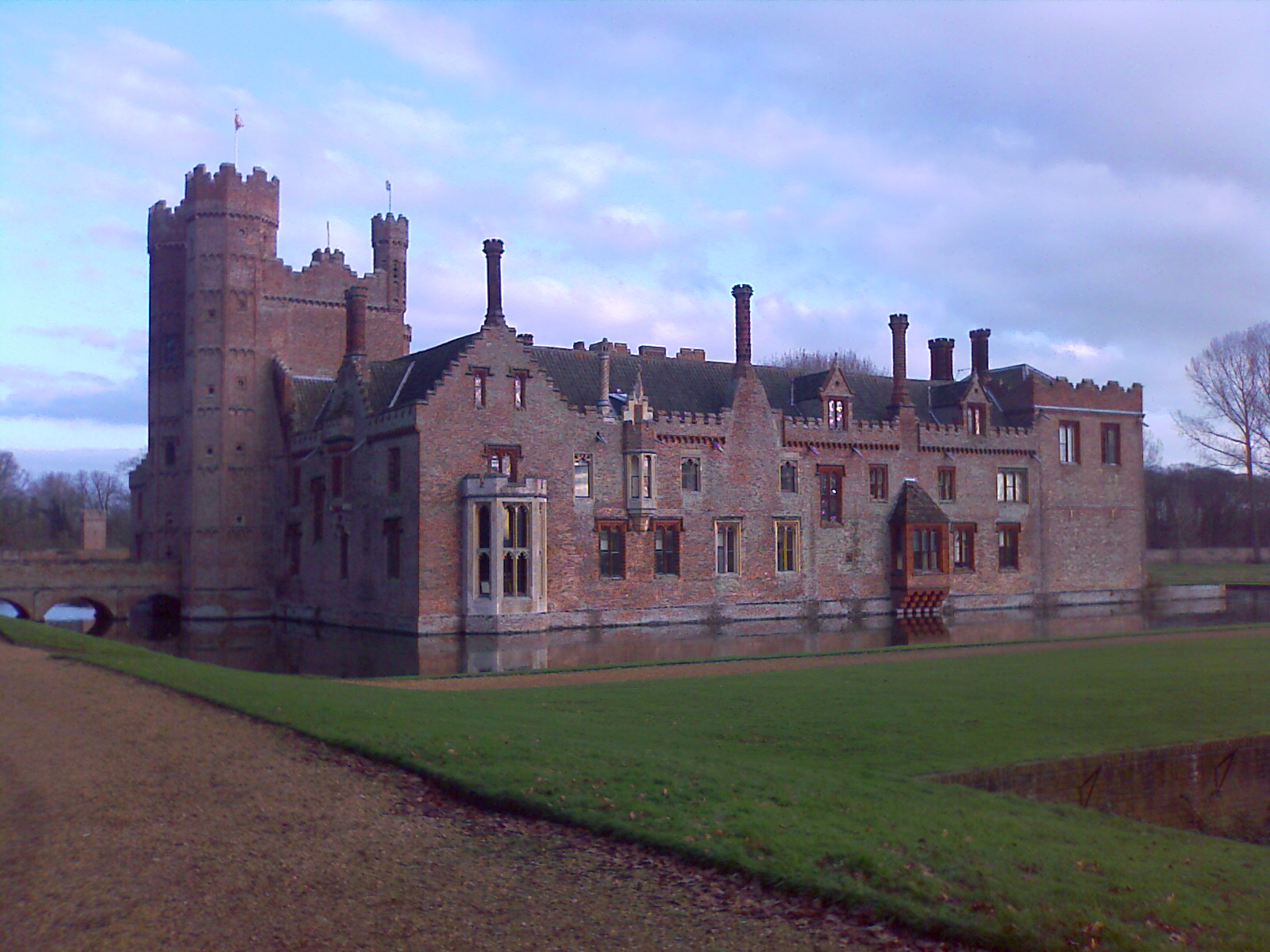
一族の邸宅オクスバラ・ホール

ベディンフェルド家はノーフォークとサフォークにかけて点在した一族で、1586年には少なくとも3人の同姓同名の人物が確認されている。その係累であるヘンリー・ベディンフェルド(1614–1685)は熱心な騎士党派であり、国王軍隊長職(Capt. in King Charles I's army)を務めた人物である。彼は王党派としての活動のために47,000ポンドもの損失を負ったとされ、その補償として1660年頃にイングランド準男爵位の(ノーフォーク州オクスバラの)準男爵(Baronet of Oxburgh, co. Norfolk)を授けられた。以降も彼の直系男子によって準男爵位の継承は続いている。
2代準男爵ヘンリー(1636–1704)も王家と関わりのあった人物で、グロスター公が王政復古間近のイングランドに帰国した際はこれに随行している。
その玄孫にあたる6代準男爵ヘンリー(1800–1862)は1830年に勅許を得て、妻の姓ペイストン(Paston)を加えて家名を「ペイストン＝ベディンフェルド(Paston-Bedingfeld)」とした。また、彼は1858年に特権監督委員会よりグランディソン男爵位の共同相続人の一人に認定されている。
その子の7代準男爵ヘンリー(1830–1902)は第一ウェストノーフォーク民兵大隊大尉を務めた軍人で、晩年はノーフォーク長官(High Sheriff of Norfolk)を務めた。
その曾孫である10代準男爵ヘンリー(1943-)は紋章官としての道を歩み、上級紋章官たるノロイ・アルスター統括紋章官を務めた。その彼が2021年現在の準男爵家当主である。
一族の邸宅はノーフォーク州キングズ・リン近郊に位置するオクスバラ・ホール。

## オクスバラのベディンフェルド（のちペイストン＝ベディンフェルド）準男爵（1660/1年）

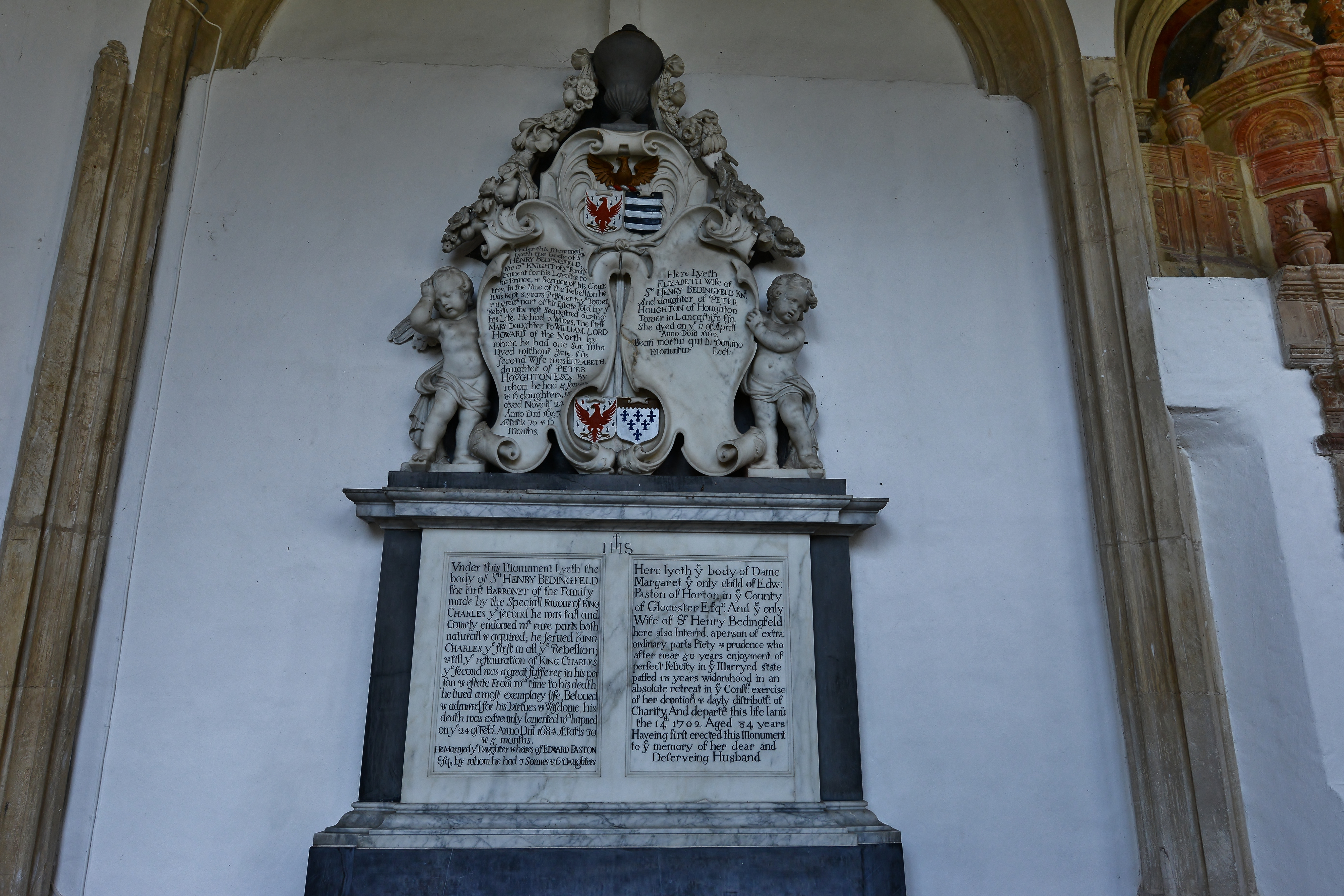
オクスバラの聖ジョン福音伝道師教会チャペル内にある一族のモニュメント

- 初代準男爵サー・ヘンリー・ベディンフェルド (1614–1685)
- 第2代準男爵サー・ヘンリー・ベディンフェルド (1636–1704)
- 第3代準男爵サー・ヘンリー・ベディンフェルド (?-1760)
- 第4代準男爵サー・リチャード・ヘンリー・ベディンフェルド (1720–1795)
- 第5代準男爵サー・リチャード・ベディンフェルド (1767–1829)
- 第6代準男爵サー・ヘンリー・リチャード・ペイストン＝ベディンフェルド (1800–1862)
- 第7代準男爵サー・ヘンリー・ジョージ・ペイストン＝ベディンフェルド (1830–1902)
- 第8代準男爵サー・ヘンリー・エドワード・ペイストン＝ベディンフェルド (1860–1941)
- 第9代準男爵サー・エドマンド・ジョージ・フェリックス・ペイストン＝ベディンフェルド（英語版） (1915–2011)
- 第10代準男爵サー・ヘンリー・エドガー・ペイストン＝ベディンフェルド (1943-)

準男爵位の法定推定相続人は、当代の息子リチャード・ペイストン＝ベディンフェルド(1975-)。